# Игорев камень
Реликтовый мегалит «Игорев камень» — уникальный памятник позднего неолита, расположенный почти у самой Москвы, рядом с Зеленоградом. По высоте он достигает почти 2-х метров, ширина и длина его 2 метра на 1,5 метра, соответственно. На камне присутствуют следы ручной обработки: коническое углубление, видимо для слива жертвенной крови и наливания воды для треб, а также вертикальный прямоугольный выруб глубиной до 20 см. Сам камень глубоко утоплен в песок и суглинок почти до самого своего верха. Издалека он напоминает камень, на котором молился святой преподобный Серафим Саровский. Камень находится недалеко от протекающей рядом речки Серебрянки (Журавка), впадающей в р. Горетовку возле древнего поселения Кутузово. Эти места входят непосредственно в ареал Льяловской культуры (субнеолитическая восточноевропейская археологическая культура 4 тыс. до н. э.), где были обнаружены стоянки древних людей позднего неолита и многочисленные каменные орудия труда и остатки ямочно-гребенчатой керамики. Первым обнаружил и описал древний мегалит известный художник и иконописец Дрождин Игорь Юрьевич. Он также нашёл и описал ещё два мегалита, находящихся в несколько сот метров в низ по течению реки: Ольгин камень и Камень-следовик. Эти три камня составляют единый комплекс, священное место первобытных людей-древнее капище. Имеются также основания о связи их и с другим древним капищем — «Бреховский реликтовый дуб».
Местоположение мегалита: Зеленоград, лесной массив напротив новопостроенного ЖК «Новый Зеленоград», на берегу реки Журавка.